# Kamaiya
Kamaiya es un sistema tradicional de servidumbre por deudas en el sur y oeste de Nepal. Las personas afectadas son también llamadas Kamaiya o Kamaiyas. Los términos "Kamlari" y "Kamalari" son también usados en la misma manera, por La Suprema Corte de Nepal y las Naciones Unidas respectivamente.

## Historia
Desde el siglo XVII han existido en Nepal varias formas de trabajo forzado y sistema de servidumbre. Tradicionalmente las personas sin tierras de cultivo o sin trabajo obtenían préstamos de parte de los terratenientes lo cual les permitía mantenerse con un mínimo nivel de vida. En compensación a esto ellos tenían que vivir y trabajar en las tierras del terrateniente bajo una modalidad de cuasi - esclavitud. Eran comúnmente sobrecargados con exorbitantes deudas y toda la familia era forzada a trabajar sin remuneración por años e inclusive por generaciones, obligados por el endeudamiento hacia el terrateniente y por relaciones sociales desiguales se veían obligados a dar su trabajo a cambio del préstamo obtenido.
Luego de la erradicación de la malaria en la región de Terai en los años 1950-60s, se generó una gran afluencia de inmigrantes marginados provenientes de las montañas, hacia las tierras que tradicionalmente poseía el pueblo tharu e iniciaron la ocupación de sus tierras. A raíz de que el pueblo tharu no guardaba registros de la tierra que cultivaba, los nuevos asentados registraron la tierra a su propio nombre obligando a los Tharus a trabajar como peones agrícolas. A la práctica acostumbrada de obtener "mano de obra como ayuda para cuestiones familiares" gradualmente le siguió un sistema de trabajo forzado denominado "kamaiya" que en lengua tharu significa "Trabajo pesado contratado de tareas agrícolas". El sistema Kamaiya existió particularmente en el oeste de Nepal y afectó especialmente a los pueblos tharu y dalit.
En su forma moderna, las niñas y las mujeres jóvenes son vendidas por sus padres en calidad de trabajadoras no remuneradas por períodos de hasta 1 año a compradores acaudalados y de castas más elevadas, generalmente provenientes de otros pueblos En el año 2006 la Corte Suprema de Nepal determinó que esta práctica también conocida como "kamlari" era ilegal.

## Abolición
El incremento de las protestas en contra del sistema Kamaiya, organizado por el "movimiento kamaiya" llevó a su abolición el 17 de julio de 2000 el gobierno de Nepal anunció que el sistema Kamaiya quedaba prohibido. Todos los kamaiyas fueron liberados y sus deudas canceladas Sin embargo a pesar de que la mayoría de las familias kamaiyas fueron liberadas el sistema ha persistido. Muchos kamaiyas fueron desalojados por sus antiguos amos y abandonados a la pobreza sin ningún tipo de apoyo. Otros recibieron tierras que eran improductivas.
Para aliviar la pobreza de los afectados (la principal causa de este sistema) se le prometió a toda familia ex-kamaiya una rehabilitación y distribución de tierras. Como medio de presión detrás de los intentos de discutir el tema de la distribución de tierras con el gobierno, los ex kamaiyas han comenzado la ocupación de tierras en el área de Kailali y los distritos de Bardiya desde el invierno de 2005-06. Después de una década de haber sido liberados hoy en día los kamaiyas se ven obligados a vivir bajo muchas dificultades ya que el gobierno nepalés todavía no ha cumplido sus promesas de proveer una rehabilitación y un paquete de  alivio adecuado.
Varias organizaciones de beneficencia han mitigado la práctica del "kamlari" ofreciendo mayores becas a las familias que se comprometen a no vender a sus hijas, así como aquellas que deciden aportar para un fondo para la educación las niñas.

## Literatura Consultada
- Anita Cheria (2005) Liberation is not enough: the kamaiya movement in Nepal. ActionAid Nepal, Kathmandu 2005 ISBN 99946-800-2-1, ISBN 978-99946-800-2-3
- Giri, B.R. (2011) ‘The Bonded Labor System in Nepal: Exploring Haliya and Kamaiya Children’s Lifeworlds,’ in: A. Guneratne (ed.) The Tarai: History, Society, Environment, pp.101-110, Lalitpur, Nepal: Himal Books.
- Giri, B.R. (2010) The Haliya and Kamaiya Bonded Child Labourers in Nepal, in G. Craig (ed.), Child Slavery Now, pp.227-241, Bristol (UK): Policy Press.
- Giri, B.R. (2010) ‘The Bonded Labour Practice in Nepal: "The Promise of Education" as a Magnet of Child Bondedness?’ South Asia Research, 30(2): 145-64
- Giri, B.R. (2009) ‘The Bonded Labour System in Nepal: Perspectives of Haliya and Kamaiya Child Workers,’ Journal of Asian and African Studies, 44(6): 599-623.
- Giri, B.R. (2007) ‘Modern Slavery,’ in: R. Ennals (ed.) From Slavery to Citizenship, West Sussex, UK: John Wiley and Sons, pp.257-261.
- Peter Lowe, Vinaya Kasajoo (2001) Kamaiya: Slavery and Freedom in Nepal. Mandala Book Point, in association with Danish Association for International Co-operation (MS Nepal), Kathmandu ISBN 99933-1-011-5, ISBN 978-99933-1-011-2 Mandala Book Point: About the book